# 白背小报春
白背小报春（学名：Primula hypoleuca），为报春花科报春花属下的一个植物种。